# Markus Fachbach
Markus Fachbach (Lahnstein, RFA, 9 de octubre de 1982) es un deportista alemán que compitió en triatlón. Ganó una medalla de oro en el Campeonato Europeo de Triatlón de Larga Distancia de 2014.

## Palmarés internacional
| Campeonato Europeo | Campeonato Europeo    | Campeonato Europeo | Campeonato Europeo |
| Año                | Lugar                 | Medalla            | Prueba             |
| ------------------ | --------------------- | ------------------ | ------------------ |
| 2014               | Almere (Países Bajos) | Medalla de oro     | Individual         |